# Osiniec (Wrocław)
Osiniec (niem. Kaltasche) - małe osiedle w południowo–zachodniej części Wrocławia. W granicach miasta od 1 stycznia 1973.

## Historia
Wzmiankowany po raz pierwszy w 1736, w 1845 określony jako kolonia należąca do sąsiednich Strachowic. Założony przy drodze łączącej Jerzmanowo z Żernikami. Zamieszkany w tym czasie częściowo przez ludność polską. W połowie XIX wieku w Osińcu znajdowało się ok. 10 gospodarstw. W latach 20. i 30. XX wieku został rozbudowany po wschodniej stronie i wzdłuż ulicy Widłakowej o domy jednorodzinne.

## Lokalizacja
1 stycznia 1973 roku zgodnie z Rozporządzeniem Rady Ministrów Osiniec został włączony w obręb miasta Wrocławia. Osiniec jest otoczony osiedlami: Jerzmanowo od zachodu, Złotniki od północy, Żerniki od wschodu oraz Strachowice od południa. Od 1991 roku Wrocław dzieli się na 48 osiedli. Zgodnie z uchwałą Rady Miasta z 25 kwietnia 1997 roku zmieniono nazwę osiedla Jerzmanowo–Jarnołtów–Strachowice na Jerzmanowo–Jarnołtów–Strachowice–Osiniec.